# جایزه بزرگ ژاپن ۲۰۲۴
جایزه بزرگ ژاپن ۲۰۲۴ (به‌طور رسمی با عنوان جایزه بزرگ ژاپن فرمول ۱ ام‌اس‌سی کروز ۲۰۲۴ شناخته می‌شود) یک مسابقه اتومبیلرانی فرمول یک بود که در ۷ آوریل ۲۰۲۴ در پیست سوزوکا در سوزوکا، میه، ژاپن برگزار شد. این رویداد چهارمین دور از مسابقات فرمول یک فصل ۲۰۲۴ بود. ماکس فرستاپن، راننده تیم ردبول در این مسابقه به پیروزی رسید، هم تیمی او سرجیو پرز و راننده تیم فراری کارلوس ساینز جونیور نیز در جایگاه دوم و سوم قرار گرفتند. یوکی سونودا از تیم آربی در رده امتیازی قرار گرفت تا دومین راننده ژاپنی فرمول یک باشد که در مسابقه خانگی خود از پس نسخه ۲۰۱۲ مسابقه این کار را انجام داده است.